# Министерство культуры Египта
Министерство культуры Египта отвечает за поддержание и развитие культуры Египта. Нынешним министром является Имад Бадр Эль-Дин Махмуд Абу Газы.

## Критика
В январе 2001 года египетское министерство культуры было подвергнуто критике за снятие с печати трех романов с гомоэротическими стихами известных восьмого века персидско-арабского поэта Абу-Нуваса.

## Структура
- Высший совет культуры
- Общая администрация культурных дворцов
- Дар-Эль-котоб